# NGC 3901
NGC 3901 ist eine Spiralgalaxie vom Hubble-Typ Sc im Sternbild Giraffe am Nordsternhimmel. Sie ist schätzungsweise 82 Millionen Lichtjahre von der Milchstraße entfernt und hat einen Durchmesser von etwa 40.000 Lichtjahren. Sie ist Mitglied der elf Galaxien zählenden NGC 4589-Gruppe (LGG 284). 

Im selben Himmelsareal befinden sich die Galaxien NGC 4159 und NGC 4127.
Die Typ-Ia-Supernova SN 2017igf wurde hier beobachtet.
Das Objekt wurde am 2. April 1801 von Wilhelm Herschel entdeckt.